# راي تشي
راي تشي (بالإنجليزية: Ray Chi)‏ هو مهندس معماري أمريكي، ولد في 1974.

## وصلات خارجية
- راي تشي على موقع IMDb (الإنجليزية)
- راي تشي على موقع قاعدة بيانات الفيلم (الإنجليزية)